# 広島県道356号豊浜蒲刈線
広島県道356号豊浜蒲刈線（ひろしまけんどう356ごう とよはまかまがりせん）は、広島県呉市を通る一般県道である。

## 概要
呉市豊浜町大字豊島から呉市蒲刈町大浦を結ぶ。豊田郡豊浜町と安芸郡蒲刈町が呉市と合併する前の1999年（平成11年）12月20日に広島県告示1,159号で指定。県道指定当時、大浦港（上蒲刈島）・豊島港・立花港（大崎下島）間に相当する区間の航路（フェリー）が就航していた。豊島大橋（長さ約903 m、吊り橋）の開通に伴い、2008年（平成20年）11月18日に供用開始された。

### 路線データ
- 起点：呉市豊浜町大字豊島（広島県道354号豊島線交点）
- 終点：呉市蒲刈町大浦（広島県道287号上蒲刈島循環線交点）
- 総延長：3.9 km

## 歴史
- 1999年（平成11年）12月20日 - 広島県告示第1,159号により路線認定[1]。

## 路線状況

### 道路施設

#### 橋梁
- 豊島大橋（愛称：アビ大橋、長さ約903 m、吊り橋、2008年（平成20年）11月18日供用開始、呉市） - 安芸灘諸島連絡架橋の3号橋。

#### トンネル
- 大浦トンネル：延長784 m、2008年（平成20年）竣工、呉市 - 上蒲刈島側にある豊島大橋に接続するトンネル。

## 地理

### 通過する自治体
- 呉市

### 交差する道路
| 交差する道路                | 交差する場所   | 交差する場所 |
| --------------------------- | -------------- | ------------ |
| 広島県道354号豊島線         | 豊浜町大字豊島 | 起点         |
| 広島県道287号上蒲刈島循環線 | 蒲刈町大浦     | 終点         |

### 沿線
- 豊島